# یورگ لیپینسکی
یورگ لیپینسکی (انگلیسی: Jörg Lipinski؛ زادهٔ ۳۱ اکتبر ۱۹۶۷) بازیکن فوتبال اهل آلمان است.
از باشگاه‌هایی که در آن بازی کرده‌است می‌توان به باشگاه فوتبال اس‌سی فورتونا کلن و باشگاه فوتبال روت‌وایس اسن اشاره کرد.